# Erland Thaulow
Erland Thaulow (født 12. marts 1879, død 9. juni 1972) var en dansk ingeniør.
Efter at have taget polyteknisk eksamen ansattes han som bestyrer af Dansk Telegrafonfabrik, fortsatte herefter sine studier over mekanisk varmeteori ved den tekniske højskole i Dresden, arbejdede senere som ingeniør hos Nyboe & Nissen, for derefter at overtage stillingen som værkstedsleder på fagskolen for håndværkere og mindre industridrivende (Teknologisk Institut); studerede samtidig ved Central Technical College i London. Nogle år efter sin ansættelse på Teknologisk Institut udnævntes han 1909 til docent ved Den polytekniske Læreanstalt; professor i mekanisk teknologi og bestyrer af Den polytekniske Læreanstalts Teknologiske laboratorium 1918. I nogle år tillige redaktør af tidsskriftet Polyteknikeren; teknisk rådgiver ved maskinanskaffelser for håndværkere og mindre industridrivende for Statslånefonden; ekspert ved Industrirådet, medlem af bestyrelsen for A/S. Dansk
Pressefabrik og Københavns almindelige Boligselskab; medlem af Danmarks Naturvidenskabelige Samfund; medlem af Den danske Standardiseringskommission.
Thaulow har i de år, han har været knyttet til Den polytekniske Læreanstalt, gjort et meget stort arbejde for at vække interessen for den mekaniske teknologi. Han har søgt til gavn for vort land at få maskiningeniørernes uddannelse lagt om i mere praktisk og dermed mere brugbar retning; han har tænkt sig udviklingen gående i retning af at få uddannet dels en industriingeniør (driftsingeniør) og dels en maskiningeniør (konstruktionsingeniør) – hver som specialist på sit område. I forbindelse med sine forelæsninger har han – så vidt forholdene har tilladt det – søgt hertil at knytte praktiske forsøg og øvelser for de studerende; har i mange år gennem sine ekskursioner med disse i Skandinavien, Tyskland, Belgien og Frankrig søgt at give de vordende industriledere et begreb om, hvorledes der arbejdes i andre lande inden for maskinindustrien. Han har udgivet arbejderne Træ og Træbearbejdning og Teknisk Virksomhedsledelse samt skrevet flere afhandlinger i fagtidsskrifter.